# Zinków
Zinków (ukr. Зіньків, Zińkiw) – miasto na Ukrainie w obwodzie połtawskim, siedziba władz rejonu zinkowskiego. Ośrodek przemysłu spożywczego.

## Historia
Wzmiankowany po raz pierwszy w 1604 w związku z budową polskiej twierdzy. Zinków przynależał administracyjnie do województwa kijowskiego Korony Królestwa Polskiego. Utracony został na rzecz Rosji w 1667.
Podczas okupacji hitlerowskiej, pod koniec 1941 roku Niemcy utworzyli getto dla żydowskich mieszkańców. Przebywało w nim około 200 osób. 18 stycznia 1942 roku Niemcy zlikwidowali getto, a Żydów zamordowali. Sprawcami zbrodni byli policjanci z 303 batalion policji dowodzony przez majora policji Roberta Franza. 
W 1989 roku miasto miało 11 244 mieszkańców.
W 2013 roku liczba mieszkańców wynosiła 9953 mieszkańców.

## Galeria

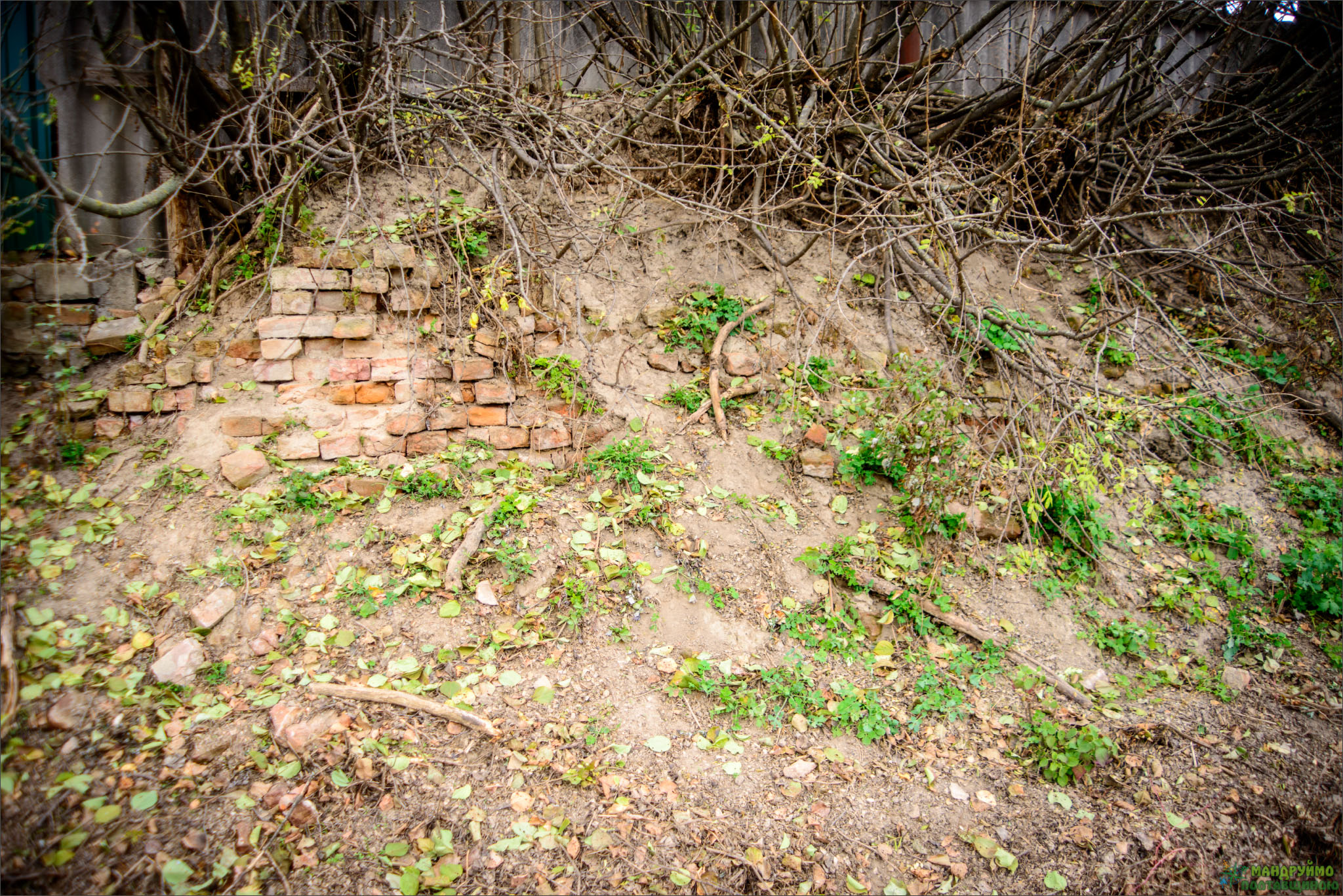
Pozostałości twierdzy
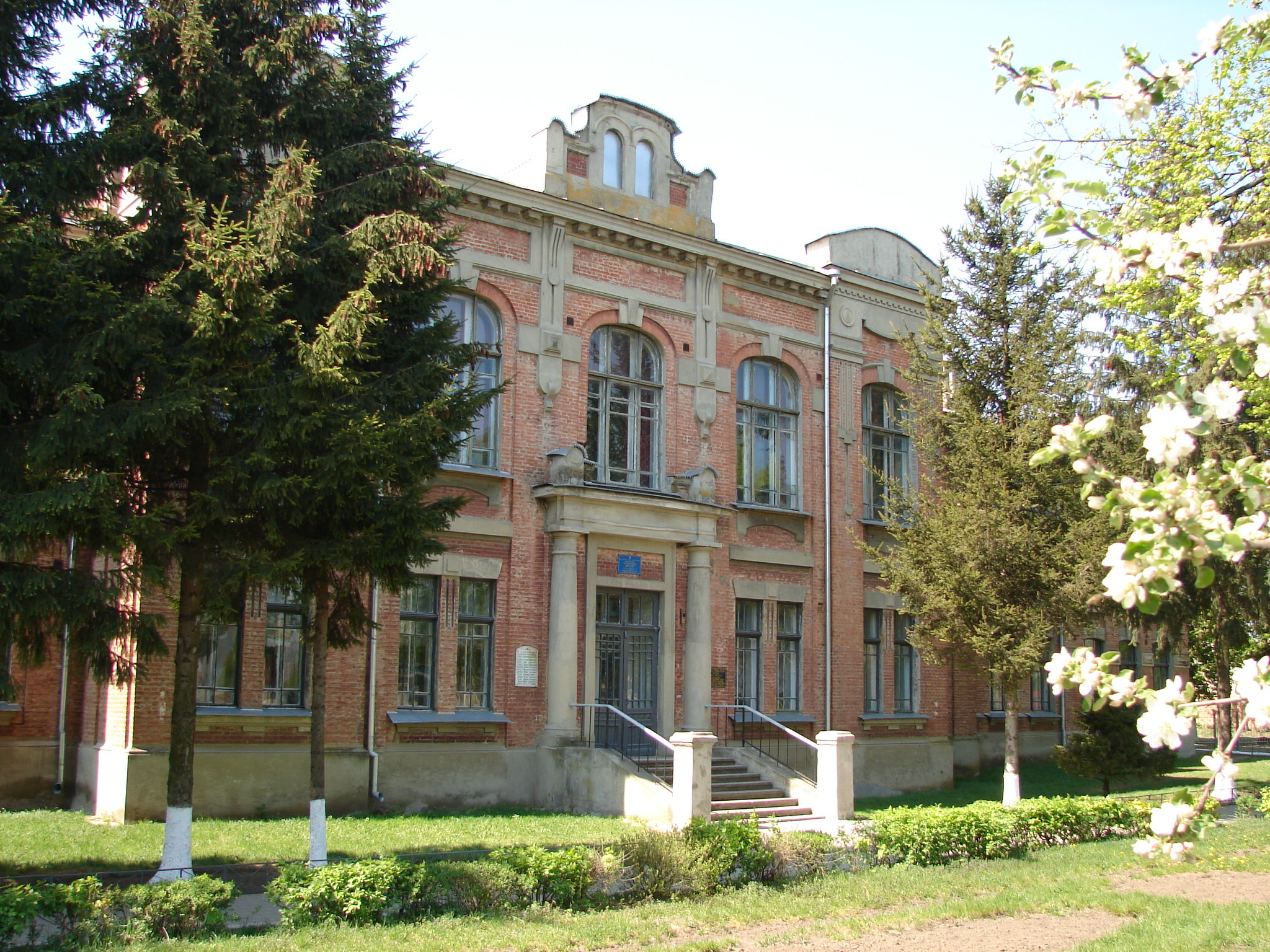
Kamienica, ul. Wozdwyżenśka 4
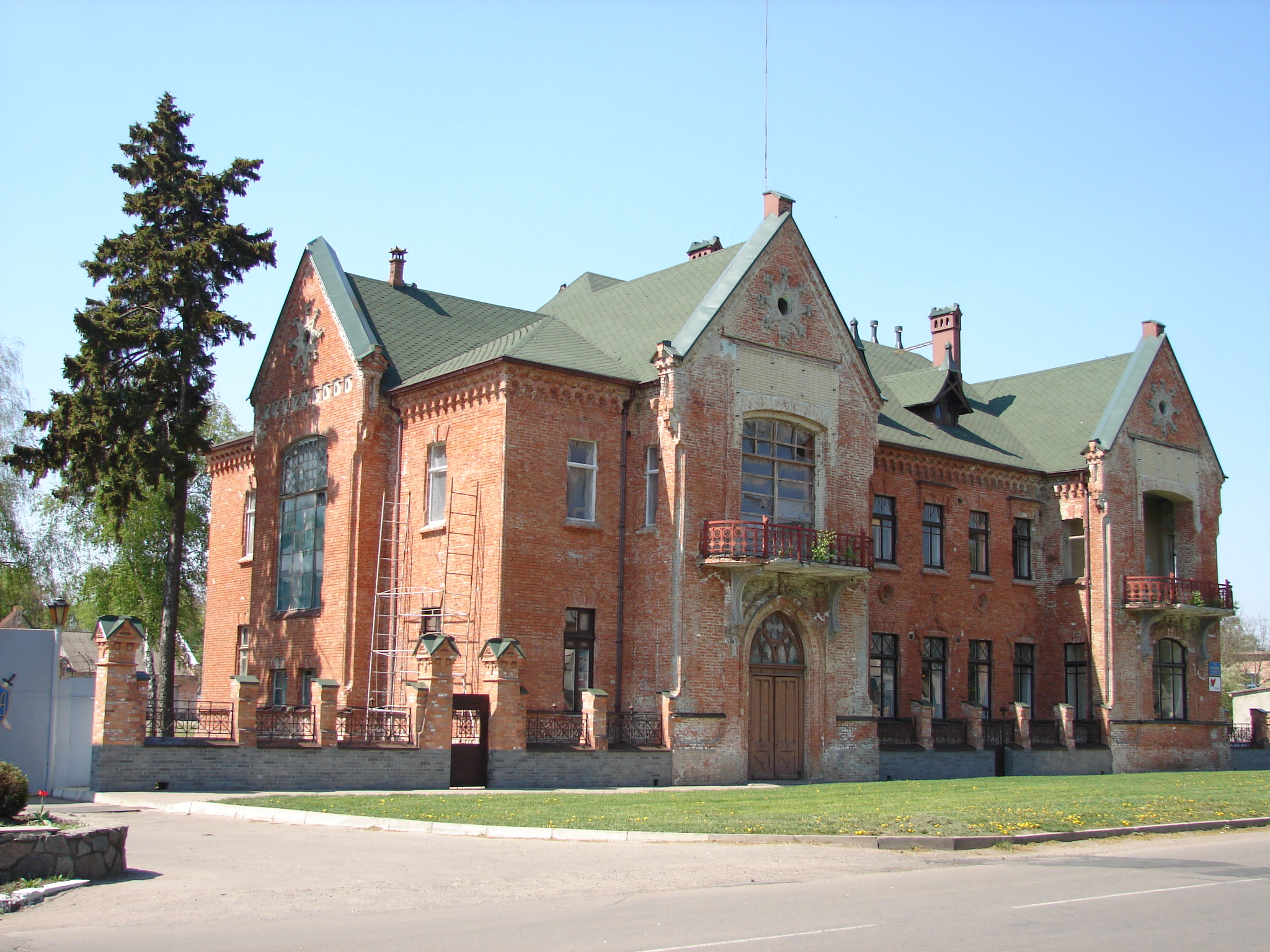
Kamienica, ul. Wozdwyżenśka 2
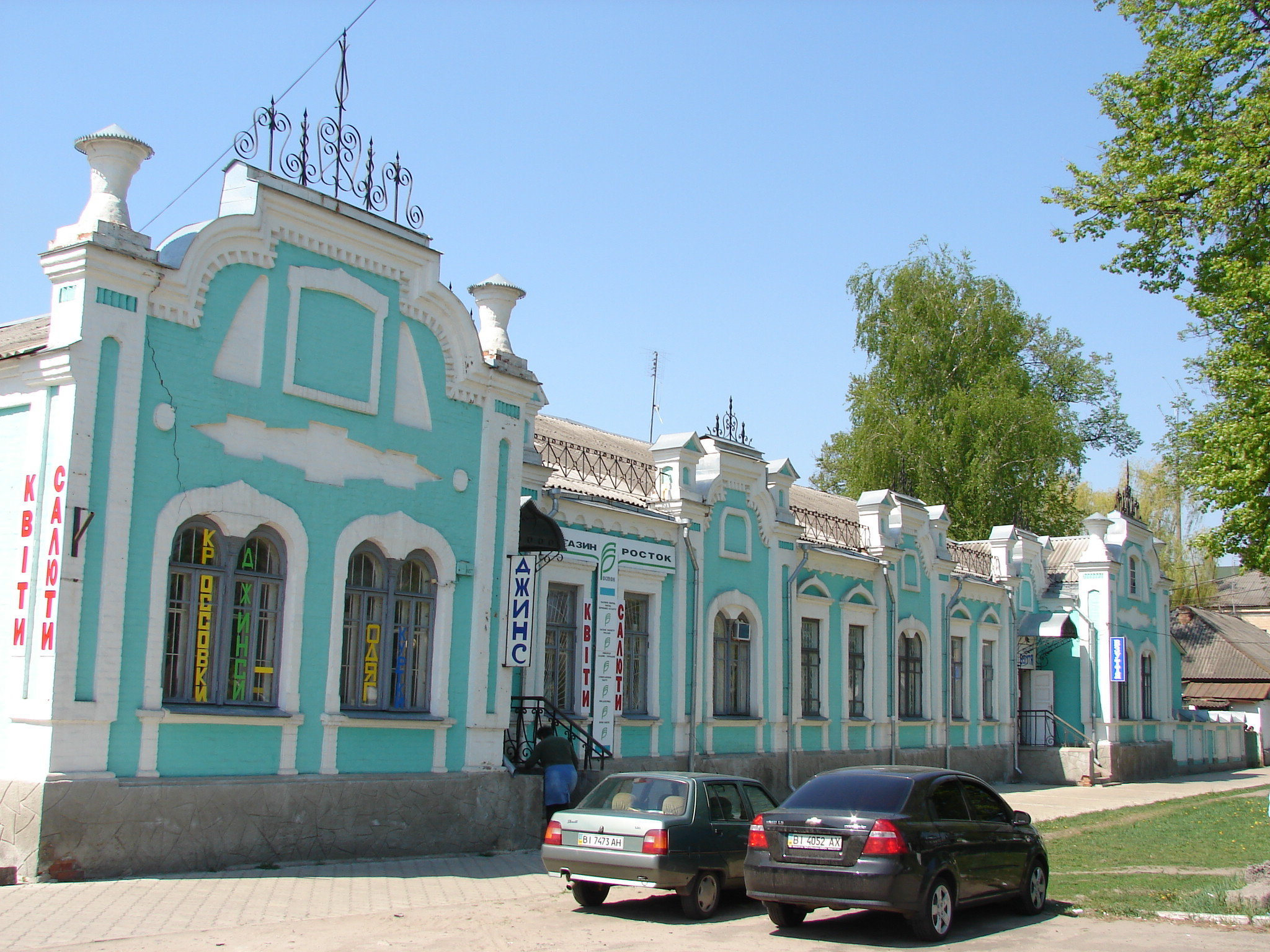
Kamienica, ul. Wozdwyżenśka